# Persone di nome Emiliano
| Questa pagina contiene informazioni ricavate automaticamente dalle voci biografiche con l'ausilio del template Bio e di un bot. L'aggiornamento è periodico e automatico e ricostruisce completamente la pagina. Se manca una persona in questa lista, sei pregato di non aggiungerla, ma accertati piuttosto che la sua voce biografica contenga il template Bio e che i dati anagrafici siano correttamente compilati. Se il template Bio manca, inseriscilo tu stesso o, in alternativa, metti l'avviso {{tmp\|Bio}} che ne segnala la mancanza. Se i dati riportati sono sbagliati, correggi direttamente la voce biografica; le modifiche saranno visibili in questa lista entro pochi giorni. Per chiarimenti vedi il progetto antroponimi. La lista contiene solo le 129 persone che sono citate nell'enciclopedia e per le quali è stato implementato correttamente il template Bio. Pagina aggiornata al 6 giu 2025. |

Questa è una lista di persone presenti nell'enciclopedia che hanno il nome Emiliano, suddivise per attività principale.

## Abati(1)
- Emiliano Fabbricatore, abate italiano (Santa Sofia d'Epiro, n. 1938 - Grottaferrata, † 2019)

## Allenatori di calcio(10)
- Emiliano Alfaro, allenatore di calcio e ex calciatore uruguaiano (Montevideo, n. 1988)
- Emiliano Bigica, allenatore di calcio e ex calciatore italiano (Bari, n. 1973)
- Emiliano Biliotti, allenatore di calcio e ex calciatore italiano (Grosseto, n. 1974)
- Emiliano Bonazzoli, allenatore di calcio e ex calciatore italiano (Asola, n. 1979)
- Emiliano Çela, allenatore di calcio e ex calciatore albanese (Memaliaj, n. 1985)
- Emiliano De Juliis, allenatore di calcio e ex calciatore italiano (Penne, n. 1971)
- Emiliano Díaz, allenatore di calcio e ex calciatore argentino (Napoli, n. 1983)
- Emiliano Farina, allenatore di calcio e calciatore italiano (Cremona, n. 1928 - Cremona, † 2012)
- Emiliano Milone, allenatore di calcio e ex calciatore italiano (Arcola, n. 1976)
- Emiliano Salvetti, allenatore di calcio e ex calciatore italiano (Forlì, n. 1974)

## Antifascisti(1)
- Emiliano Rinaldini, antifascista e partigiano italiano (Brescia, n. 1922 - Pertica Alta, † 1945)

## Astronomi(1)
- Emiliano Mazzoni, astronomo italiano (n. 1953)

## Attori(2)
- Emiliano Flores, attore messicano (Città del Messico, n. 1997)
- Emiliano Queiroz, attore, comico e conduttore televisivo brasiliano (Aracati, n. 1936 - Rio de Janeiro, † 2024)

## Autori di giochi(1)
- Emiliano Sciarra, autore di giochi italiano (Civitavecchia, n. 1971)

## Avvocati(2)
- Emiliano Figueroa Larraín, avvocato, diplomatico e politico cileno (Santiago del Cile, n. 1866 - † 1931)
- Emiliano González Navero, avvocato e politico paraguaiano (Caraguatay, n. 1861 - Stati Uniti, † 1934)

## Cantautori(1)
- Jerico, cantautore italiano (Livorno, n. 1969)

## Cestisti(3)
- Emiliano Busca, ex cestista italiano (Roma, n. 1971)
- Emiliano Morales, ex cestista spagnolo (Alcázar de San Juan, n. 1976)
- Emiliano Rodríguez, ex cestista spagnolo (San Feliz de Torío, n. 1937)

## Ciclisti su strada(1)
- Emiliano Álvarez, ciclista su strada spagnolo (Rentería, n. 1912 - Viña del Mar, † 1987)

## Compositori(1)
- Emiliano Palmieri, compositore italiano (Roma, n. 1975)

## Dirigenti sportivi(4)
- Emiliano Gallione, dirigente sportivo e ex arbitro di calcio italiano (Alessandria, n. 1974)
- Emiliano Moretti, dirigente sportivo e ex calciatore italiano (Roma, n. 1981)
- Emiliano Tarana, dirigente sportivo, allenatore di calcio e ex calciatore italiano (Casalmaggiore, n. 1979)
- Emiliano Testini, dirigente sportivo, allenatore di calcio e ex calciatore italiano (Perugia, n. 1977)

## Disc jockey(1)
- Emix, disc-jockey e produttore discografico italiano (Roma, n. 1971)

## Doppiatori(2)
- Emiliano Ragno, doppiatore, attore e direttore del doppiaggio italiano (Roma, n. 1975)
- Emiliano Reggente, doppiatore italiano (Roma, n. 1975)

## Economisti(1)
- Emiliano Brancaccio, economista e saggista italiano (Napoli, n. 1971)

## Etnologi(1)
- Emiliano Giancristofaro, etnologo e saggista italiano (Lanciano, n. 1938 - Lanciano, † 2022)

## Filologi(1)
- Emiliano Sarti, filologo, epigrafista e archeologo italiano (Roma, n. 1795 - Roma, † 1849)

## Filosofi(1)
- Emiliano Bazzanella, filosofo italiano (Trieste, n. 1963)

## Fumettisti(2)
- Emiliano Mammucari, fumettista, illustratore e scrittore italiano (Velletri, n. 1975)
- Emiliano Pagani, fumettista italiano (Livorno, n. 1969)

## Giornalisti(4)
- Emiliano Fittipaldi, giornalista, saggista e blogger italiano (Napoli, n. 1974)
- Emiliano Liuzzi, giornalista e opinionista italiano (Livorno, n. 1969 - Roma, † 2016)
- Emiliano Morrone, giornalista e saggista italiano (Cosenza, n. 1976)
- Emiliano Ricci, giornalista, divulgatore scientifico e scrittore italiano (Firenze, n. 1964)

## Giuristi(1)
- Emiliano García-Page, giurista e politico spagnolo (Toledo, n. 1968)

## Lunghisti(1)
- Emiliano Lasa, lunghista uruguaiano (Montevideo, n. 1990)

## Nobili(1)
- Emiliano Barbaro, nobile e politico italiano (Rovigo, n. 1846 - † 1934)

## Nuotatori(1)
- Emiliano Brembilla, ex nuotatore italiano (Ponte San Pietro, n. 1978)

## Orafi(1)
- Emiliano degli Orfini, orafo, medaglista e tipografo italiano (Foligno)

## Orientisti(1)
- Emiliano Corona, orientista italiano (Feltre, n. 1983)

## Ostacolisti(1)
- Emiliano Pizzoli, ex ostacolista italiano (Rieti, n. 1974)

## Pallavolisti(2)
- Emiliano Cortellazzi, pallavolista italiano (Cuneo, n. 1985)
- Emiliano Giglioli, pallavolista italiano (Savona, n. 1985)

## Politici(5)
- Emiliano Chamorro Vargas, politico nicaraguense (Acopaya, n. 1871 - Managua, † 1966)
- Emiliano, politico romano
- Emiliano Fenu, politico italiano (Siniscola, n. 1977)
- Emiliano Fossi, politico italiano (Firenze, n. 1973)
- Emiliano Minnucci, politico italiano (Roma, n. 1974)

## Presbiteri(1)
- Emiliano Tardif, presbitero canadese (Saint-Zacharie, n. 1928 - San Antonio de Arredondo, † 1999)

## Produttori discografici(1)
- Emiliano Rubbi, produttore discografico, compositore e sceneggiatore italiano (Roma, n. 1974)

## Pugili(1)
- Emiliano Marsili, pugile italiano (Civitavecchia, n. 1976)

## Rapper(1)
- Emis Killa, rapper italiano (Vimercate, n. 1989)

## Rivoluzionari(1)
- Emiliano Zapata, rivoluzionario, anarchico e generale messicano (Anenecuilco, n. 1879 - Chinameca, † 1919)

## Rugbisti a 15(2)
- Emiliano Boffelli, rugbista a 15 argentino (Rosario, n. 1995)
- Emiliano Mulieri, ex rugbista a 15 argentino (Mar del Plata, n. 1973)

## Saggisti(1)
- Emiliano Aguado, saggista e drammaturgo spagnolo (Cebolla, n. 1907 - Madrid, † 1979)

## Santi(1)
- Emiliano di Durostoro, santo romano (Silistra, † 362)

## Scrittori(1)
- Emiliano Gucci, scrittore italiano (Firenze, n. 1975)

## Senatori(1)
- Emiliano, senatore romano

## Snowboarder(1)
- Emiliano Lauzi, snowboarder italiano (Milano, n. 1994)

## Supercentenari(1)
- Emiliano Mercado del Toro, supercentenario e militare portoricano (Cabo Rojo, n. 1891 - Isabela, † 2007)

## Teologi(1)
- Emiliano Jimenez Hernandez, teologo spagnolo (Padiernos, n. 1941 - Roma, † 2007)

## Vescovi(4)
- Emiliano d'Irlanda, vescovo irlandese (Irlanda - Faenza)
- Emiliano della Cogolla, vescovo spagnolo (La Cocolla - La Rioja, † 573)
- Emiliano di Trevi, vescovo e santo romano (Regno d'Armenia - Trevi, † 304)
- Emiliano di Valence, vescovo francese

## Vescovi cattolici(1)
- Emiliano Cagnoni, vescovo cattolico italiano (Ancona, n. 1884 - Cefalù, † 1969)